# Madou Monogatari I
Madou Monogatari I (яп. 魔導物語Ｉ Мадо: Моногатари Ити, дословно — «Волшебная история 1») — компьютерная игра в жанре данжен-кроулера от первого лица, разработанная и выпущенная компанией Compile для игровой приставки Sega Mega Drive в 1996 году эксклюзивно для японского рынка. Игра является частью серии ролевых игр Madō Monogatari и в частности ремейком первого эпизода игры Madou Monogatari 1-2-3, вышедшей для MSX в 1990 году. Мир и персонажи этой франшизы легли в основу серии Puyo Puyo.
Игра повествует о маленькой девочке по имени Арле Надя, которая сдаёт выпускной экзамен из магического детского сада. Экзамен проходит в башне с монстрами-иллюзиями, из которой она должна выбраться, попутно набрав достаточно баллов.
Информация о показателях героини сообщается посредством типичных для серии «неявных параметров» (англ. fuzzy parameter system), когда вместо чисел используются выражения лица, фразы, музыка и так далее. Боевая система игры выделяется на фоне остальных частей серии: вместо пошагово-командного стиля бои проходят в реальном времени, для атаки нужно набрать определённые комбинации на крестовине.
Из-за перенесённой даты релиза Madou Monogatari I стала последней игрой, выпущенной на Sega Mega Drive в Японии. Она несколько раз переиздавалась в сборниках ретроигр и на Sega Mega Drive Mini.

## Игровой процесс
Игра представляет собой данжен-кроулер от первого лица: игрок пошагово исследует лабиринтообразные этажи башни, сражается с монстрами и решает головоломки. У игрока есть автоматически заполняемая карта этажей башни. Цель экзамена Арле — выбраться из башни и набрать как минимум 90 баллов из 100. При этом 40 баллов начисляется за правильно решённые задачи с зелёных листочков на стенах, ещё 40 — за открытие сундуков, а способ получения оставшихся 20 является секретом. Задачами чаще всего являются простые поручения вроде того, что нужно положить определённый предмет, но иногда нужно применить магию, выпустить монстра из амиго-капсулы или что-нибудь другое. От набранных игроком баллов зависит концовка игры. В башне также встречаются ловушки и головоломки иного рода: отравленный и скользкий пол, разрушаемые стены, перестраивающаяся комната, горящий огонь посреди коридора, музыкальный автомат и другие. Перемещаться между этажами башни можно по лестницам. Переход на последний этаж закрыт, пока игрок не найдёт все кристаллы. Вне боя игрок может сохранять игру в любом месте, доступно 2 слота для сохранений.
В случайный момент на игрока может напасть монстр, что инициирует боевой режим. В отличие от остальной игры, вид здесь меняется на боковой, сами бои проходят в реальном времени. Удерживая кнопку A и делая комбинации на крестовине как в файтингах, игрок произносит заклинания, которыми можно как атаковать врага, так и усиливать себя. Арле также может подходить к врагу и бить его веером, но поскольку она ещё мала, это наносит мало урона. Помимо этого, в боях можно прыгать, приседать, защищаться от удара, использовать предметы или сбежать. У Арле есть два стандартных заклинания, которые не расходуют очки магии: огонь и лёд. Также не требует очков заклинание Варп (яп. ワープ Ва:пу), телепортирующее на этаж выше. В игре встречаются боссы — противники, которые намного сильнее и быстрее обычных монстров.
В отличие от большинства RPG своего времени, в Madou Monogatari I информация о показателях героини сообщается не числами, а «неявными параметрами» (яп. ファジーパラメータ фадзи: парамэ:та, англ. fuzzy parameter system): здоровье показывается выражениями лица Арле, урон в битвах сообщается текстовыми или голосовыми фразами, при низких очках магии начинает играть специальная музыка, опыт показан золотой брошюрой в нижней половине экрана, на которой постепенно загораются синие камни. Единственный числовой параметр в интерфейсе — золото. Направление игрока показывает компас.
В игре есть предметы, которые можно найти на этажах, купить или получить с поверженных врагов. Их можно использовать для лечения, пополнения магии, в боях и для решения задач. Некоторые предметы имеют довольно необычные эффекты: например, можно призвать огромную слоновью ногу, которая растопчет врага. Есть также амиго-капсула (яп. ァミーゴ・カプセル ами:го капусэру), в которую можно поймать монстра и затем использовать его в сражениях. В башне встречаются торговцы и персонаж, у которого можно объединить два предмета, создав новый. Инвентарь ограничен до 9 слотов, но покупая мешки, их можно увеличить до 27.

## Сюжет
Игра рассказывает об Арле Наде (яп. アルル・ナジャ Аруру Надзя) — шестилетней девочке, которая учится в волшебном детском саду. Скоро будет выпускной экзамен — испытание, в котором лучший ученик, определённый по результатам письменного теста, отправится в башню, полную монстров-иллюзий и опасных ловушек.
Во время письменного теста Арле засыпает и видит сон, в котором находится в непонятном лабиринте. Там её атакует большой страшный силуэт, после чего её будит удар трости директора. Проснувшись, Арле понимает, что не может ответить на вопросы теста, и решает выбрать их случайным образом: катать по полу карандаш и выбирать ответ, на который он указал.
На следующий день класс Арле собирается у башни, и учительница объявляет, что лучший результат получила Арле. Получив волшебный костюм, девочка входит в башню. Внутри Арле встречает директора, которая выдаёт себя за другого человека — Обабу (яп. オババ), смотрителя башни. Приведя Арле в свой кабинет, она объясняет ей суть экзамена и предупреждает, что плохие поступки не останутся без наказания, так как она попросила кого-то наблюдать за ней.
Добравшись до второго этажа, Арле встречает Камуса (яп. カミュ Камю) — мальчика, сдавшего экзамен два года назад. Именно его Обаба попросила наблюдать за Арле. Он даёт ей компас, после чего исчезает. Арле проходит немного дальше, на неё нападает монстр, и в этот же момент стена сбоку внезапно разрушается и появляется Лала (яп. ラーラ Ра:ра) — лучшая подруга Арле. Она не пришла на письменный тест из-за простуды, но уверена, что именно она должна сдавать экзамен, и собирается помешать Арле. В конфликт вмешивается Камус. Оказывается, Лала влюблена в Камуса и, едва завидев его, не сдерживает чувств и бросается на него, он же убегает.
Арле продолжает свой путь, регулярно встречаясь с Камусом и преследующей его Лалой, а также попадает в неловкие ситуации. В конце концов Камус запирает Лалу в подвале. Добравшись до последнего этажа, Арле сталкивается с последним испытанием — боем с Мамоно (яп. まもの), монстром, сторожащим башню. Если Арле нашла три легендарных аксессуара, то появится тот самый силуэт из сна, который представится Сатаной (яп. そうだな Со:дана) и изъявит желание испытать силу легендарных аксессуаров. Игра заканчивается тем, что Лала в подвале случайно активирует систему самоуничтожения, и Арле с Камусом спасаются бегством из взрывающейся башни. Выбравшись, Арле узнаёт свои баллы за экзамен.

## Разработка
Игра является ремейком первого эпизода игры Madou Monogatari 1-2-3, выпущенной в 1990 году для MSX. За основу была взята версия Madou Monogatari для Game Gear, включая события и этажи башни, но при этом большая часть контента была значительно изменена. Реплики Арле озвучила Асами Иноуэ (яп. 井上麻美), остальные семплы озвучили сотрудники Compile.
Игра была анонсирована в августовском выпуске журнала Beep! MegaDrive за 1994 год, где были описаны основные геймплейные механики. В выпуске журнала Compile Club от июля 1995 была объявлена дата выхода игры — октябрь 1995. Игра не вышла в объявленную дату, из-за чего начались слухи об её отмене, но в ноябре появился ответ от Compile, что игра перенесена на неопределённый срок. Позже продюсер игры объяснил перенос тем, что разработчики «старались сделать игру более интересной, включив в неё больше контента, из-за чего возникла проблема — объём данных оказался слишком большим». В январе 1996 года было объявлено, что игра выйдет весной, также была указана ориентировочная цена картриджа — 7800 иен без учёта налогов.
Игра вышла 22 марта 1996 года. Из-за перенесённой даты релиза она стала последней игрой, выпущенной для Mega Drive в Японии.

## Отзывы
| Сводный рейтинг    | Сводный рейтинг |
| Агрегатор          | Оценка          |
| ------------------ | --------------- |
| MobyRank           | 70 / 100        |
| Иноязычные издания |                 |
| Издание            | Оценка          |
| Famitsu            | 28/40           |
| RPGamer            | 3/5             |

Игра получила смешанные отзывы критиков. Сводный рейтинг критиков на сайте MobyRank составил 70 баллов из 100 возможных. Майк Мёнке в обзоре на сайте RPGamer поставил игре оценку 3 балла из 5. Он оценил «уникальную и увлекательную боевую систему», графику, качество голосовых семплов и уникальный шарм игры, при этом «цифрофобный» (англ. number-phobic) интерфейс, ограниченный сеттинг и однообразность он назвал минусами игры. Его вердикт:

Игра — не оглушительный успех из-за самоограничений в сеттинге и однообразности, но и в то же время это не провал. Если бы игра вышла на Западе, то, учитывая малую конкуренцию на Sega Genesis в 1996 году, она вполне могла бы стать популярной. Несмотря на немалые годы, шарм игры неплохо сохранился, а поскольку найти её несложно, можно осторожно порекомендовать её.
Оригинальный текст (англ.)The game is not a rousing success thanks to its self-imposed limitations in setting and repetitive nature. It is not a failure either, and the limited competition on the Sega Genesis in 1996 would probably have made for a fairly popular localization. Its charms have weathered the intervening years rather well, and since it is not difficult to locate a modest recommendation can be made on its behalf. 

В обзоре от журнала Famitsu игра получила оценки 6, 8, 7 и 7 от четырёх обозревателей. Они похвалили боевую систему, назвав её интересной и «держащей в напряжении», а также голосовые семплы, наличие которых на Mega Drive в целом удивило одного из журналистов. Мнения насчёт системы «неявных параметров» разделились: один из журналистов назвал её непонятной, другие же посчитали интересной. Один обозреватель указал, что игровая карта показывает неполную информацию, например, не отмечаются лестницы между этажами, что вызывает затруднения. Другой назвал задачи на зелёных листочках увлекательными, но в то же время примитивными. Он же назвал игру лучшей в серии Madou Monogatari. Ещё один журналист написал, что игра понравится в том числе тем, кто безразличен к Puyo Puyo — спин-оффу Madou Monogatari.
Японский обозреватель на сайте Game Watch назвал боевую систему «довольно уникальной», похвалил «удобный дизайн» и «милых монстров». Он посоветовал игру тем, кто любит милые вещи, и высказал сожаление, что на Mega Drive не были выпущены остальные эпизоды.

## Наследие
В 2019 году игра вошла в библиотеку игр ретроконсоли Sega Mega Drive Mini, но доступна только в японском регионе.
7 апреля 2023 года игра вошла в сборник игр 魔導物語 超きゅ～きょく大全 ぷよぷよ入り (с яп. — «Madou Monogatari: Супер ультимативный сборник, включая Puyo Puyo»), в который помимо Madou Monogatari I вошли все игры серии и некоторые игры Puyo Puyo. 23 января 2024 года игра появилась на японском сервисе по распространению ретроигр Project Egg.

### Печатные источники
- Mado Monogatari Manual (яп.) // Compile : Игровое руководство. — 1996.
- 魔導物語I (яп.) // Compile Club : Журнал. — 1995. — 7月 (第53数).
- Carbuncle Times (яп.) // Compile Club : Журнал. — 1995. — 11月 (第55数).
- 魔導物語I (яп.) // Compile Club : Журнал. — 1996. — 1月 (第56数).
- K美と霞の診察室 MD『魔導物語I』 (яп.) // Compile Club : Журнал. — 1996. — 5月 (第58数). — 第24 頁.
- Aug 1994 Special Report (яп.) // Beep! MegaDrive[англ.] : Журнал. — 1994. — 8月. — 第38 頁.
- New Game Cross Review Part 2 (яп.) // Weekly Famitsu : Журнал. — 1996. — 29 3月 (第380数). — 第33—37 頁.
- Курт Калата. Hardcore Gaming 101 presents: Japanese Video Game Obscurities (англ.). — Лондон, Великобритания: Unbound[англ.], 2019. — P. 32-33. — 240 p. — ISBN 978-1-78352-763-2.